# 菊池勇夫 (法学者)
菊池 勇夫（きくち いさお、1898年6月21日 - 1975年7月13日）は、日本の法学者、九州大学名誉教授、日本学士院会員。

## 経歴
出生から修学期
1898年、岩手県遠野で生まれた。第一高等学校を経て、東京帝国大学法学部に進学。卒業後は同大学の副手となった。
1924年、ILO東京支局職員として勤務。1926年より欧米に留学を命じられた。1928年、九州帝国大学助教授に就いた。1929年に教授昇格。1943年から1945年には法文学部長を務めた。
戦後
1949年、第9代九州大学総長に就いた。1953年、日本学士院会員に選出された。学界では日本労働法学会の初代代表理事をつとめた。1962年に九州大学を定年退官し、名誉教授となった。

## 受賞・栄典
- 1968年：勲一等瑞宝章を受章[3]。

## 研究内容・業績
専門は法学のうち労働法で、社会法についても業績がある。

## 家族・親族
- 妻：英子は竹内清次郎(実業家・政治家)の三女。
- 長男：菊池英夫は東洋史学者。
- 次男：菊池泰二は海洋生物学者。
- 三男：菊池光造は経済学者。
- 四男：菊池高志は法学者
- 長女：高野雄一に嫁いだ[3]。

## 著編著

### 著書
- 『日本労働立法の発展』有斐閣(社会経済法論集) 1942
- 『労働法の主要問題』有斐閣(社会経済法論集) 1943
- 『労働組合法の解説 労働組合とはどんなものか』日本産業協議会出版部 1946
- 『社会法の基本問題 労働法・社会保障法・経済法の体系』有斐閣 1968
- 『戦後労働法の二十年 評論と随想』一粒社 1969
- 『社会保障法の形成』有斐閣 1970
- 『世界の中の労働法 評論と随想』一粒社 1971

### 共編著
- 『社会法綜説 労働法・社会保障法・経済法』編、有斐閣 1959
- 『労働協約の実務』藤林敬三共編、ダイヤモンド社 1960
- 『労働法大意』林迪広共編、有斐閣双書 1968
- 『全訂労働組合法 附・労働法(抄)』林迪広共著、日本評論社 1984

## 菊地勇夫に関する資料
- 山田晋「戦時体制下における菊池勇夫の社会事業法論：一九四〇年代初頭の二論文を読む」『修道法学』45-1, 2022年, 227-252頁. doi
- 山田晋「菊池勇夫の社会保険法論：菊池勇夫「社會保險法の對象と本質」(一九四二年)を読む」『修道法学』39-2, 2017年, 33-58頁. doi
- 石井保雄「菊池勇夫の「社会法」論：戦前・戦時期の業績を通じて考える」『獨協法学』91, 2013年, 67-180頁. doi

## 参考
- デジタル版日本人名大事典:
- 九州大学教授菊池勇夫先生還暦記念論文集序「法政研究」1959: